# راجر ایدنس
راجر ایدنس (انگلیسی: Roger Edens؛ ۹ نوامبر ۱۹۰۵ – ۱۳ ژوئیهٔ ۱۹۷۰) یک تهیه‌کننده، و آهنگساز اهل ایالات متحده آمریکا بود.
وی همچنین برنده جوایزی همچون جایزه اسکار بهترین موسیقی فیلم شده است.